# 粗豹蛛
粗豹蛛（学名：Pardosa strena）为狼蛛科豹蛛属的动物。在中国大陆，分布于西藏等地。该物种的模式产地在西藏通麦。